# 巴哈馬地理

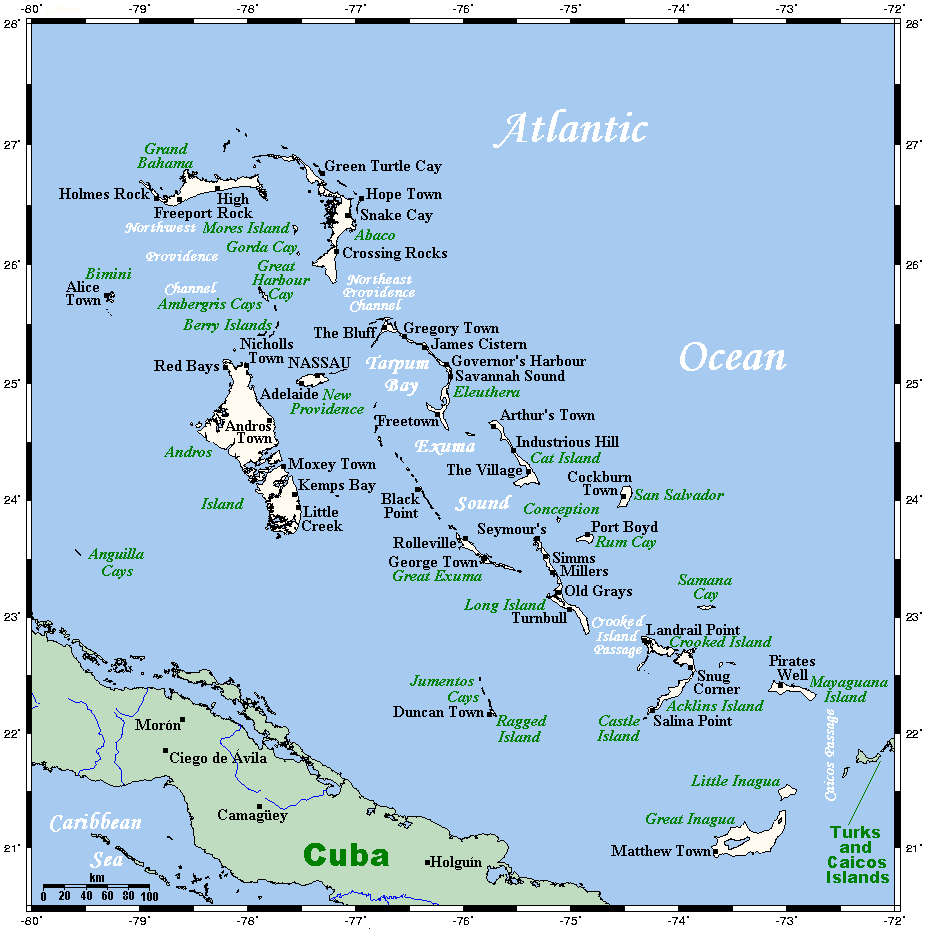
巴哈馬地圖

巴哈馬位於西大西洋，是一個群島國家，有約700個島嶼構成，但其中僅有30至40個有人居住。巴哈馬最大的島嶼是安德罗斯岛。該島北側有大巴哈馬島，也是該國第二大城市自由港的所在地。其東側是阿巴科群岛。巴哈馬的最南側是因那瓜島。巴哈馬的陸地面積有13,878 km2（5,358 sq mi）。由於巴哈馬島嶼眾多，其專屬經濟區面積達654,715 km2（252,787 sq mi），排名世界第41位。
巴哈馬的氣候主要是熱帶乾濕季氣候，主要分為炎熱潮濕的雨季和乾燥的旱季。雨季自5月至10月，旱季自11月至4月。年均降水量約1,400毫米，大多集中在8月至10月。